# Клебанов, Евгений Исаевич
Евге́ний Иса́евич Клеба́нов (род. 9 февраля 1954, Москва) — советский и российский регбист, мастер спорта СССР, заслуженный тренер России по регби, пятикратный чемпион Москвы, серебряный призёр чемпионата СССР (1980). Многократно готовил сборную России по регбилиг к матчам чемпионата Европы и множеству иных международных турниров. Подготовил более ста мастеров спорта СССР и России. В настоящее время является главным тренером Национальной федерации росбола России и Академии Супербола.

## Биография
Родился 9 февраля 1954 года в Москве. Окончил Московский областной государственный институт физической культуры по специальности тренер-преподаватель (кафедра спортивных игр) в 1989 году. Выступал в 1975—1976 годах за сборную Москвы по регби, в 1975—1982 годах — игрок регбийных клубов «Фили» и «Локомотив». Серебряный призёр чемпионата СССР по регби (1980).
Тренерскую деятельность начал в 1983 году, став тренером московской команды мастеров «Локомотив» и руководя ей до 2012 года. Под его руководством клуб выиграл чемпионат СССР по регби в 1983 году, а в 1991 году пришёл в Профессиональную лигу Регби-13 и выиграл 12 раз титул чемпионов России и 8 раз Кубок России.
В 1984 году Клебанов был назначен главным тренером сборной Москвы по регби, в 1988 году — тренером второй сборной СССР. Тренер сборной СССР с 1990 года, в 1992—2012 годах тренировал сборную России по регбилиг. Команда играла на чемпионатах мира в 1995 (так называемом Турнире развивающихся сборных) и 2000 годах (финальная часть чемпионата мира). В 2001 году руководил сборной России в Кубке Европы среди студентов, который прошёл в Казани.